# Purge de l'Armée rouge en 1941

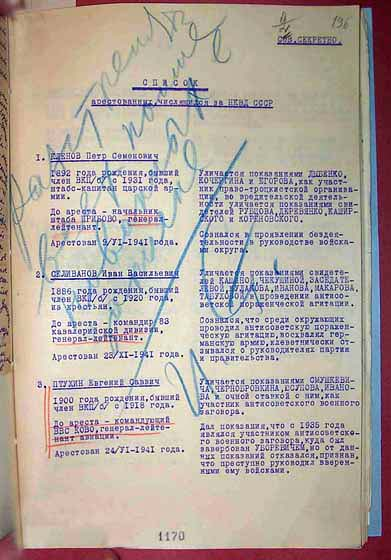
Proposition de Beria faite à Staline d'exécuter 46 militaires accusés de collaboration le 29 janvier 1942 et la résolution de Staline : « Abattez-tous ceux dont les noms figurent sur la liste. »

La purge de l'Armée rouge en 1941 a lieu après une pause dans les répressions massives des Grandes Purges en octobre 1940 par le NKVD. Le nouveau chef de la police d'État stalinienne, Lavrenti Beria, entame une nouvelle purge qui touche initialement le commissariat populaire des munitions, le commissariat populaire de l'industrie aéronautique et le commissariat populaire de l'armement.
En avril-mai 1941, le Politburo enquêtait sur le haut taux d'accidents dans l'armée de l'air soviétique, qui mena à la démission de plusieurs commandants, dont le chef d'état-major, le lieutenant-général Pavel Rychagov. En mai, un avion allemand Junkers Ju 52 parvient à atterrir à Moscou, non détecté par la défense anti-aérienne de l'armée de l'air soviétique. Cela mène à une série d'arrestations au sein de l'armée de l'air, accusés de conspiration avec l'ennemi en fournissant des renseignements aux espions allemands.
De nombreuses victimes seront exonérées de leur responsabilité à titre posthume durant la déstalinisation dans les années 1950-60.

## Chronologie des arrestations
- 30 mai : Ivan Sergeyev et le major-général Ernst Schacht (en) du commissariat populaire des munitions.
- 31 mai : lieutenant-général Piotr Poumpour (en).
- 7 juin : Boris Vannikov du commissariat populaire de l'armement et le colonel-général Grigori Chtern.
- 8 juin : lieutenant-général Iakov Smouchkevitch.
- 18 juin : lieutenant-général Pavel Alekseyev.
- 19 juin : colonel-général Aleksandr Loktionov.
- 24 juin : général Kirill Meretskov et lieutenant-général Pavel Rytchagov.
- 27 juin : lieutenant-général Ivan Proskourov (en).